# Zagłębie Sosnowiec (koszykówka kobiet)
MB Zagłębie Sosnowiec – polski kobiecy klub koszykarski z siedzibą w Sosnowcu. W latach 2015–2018 i 2021–2024 uczestniczący w rozgrywkach Basket Ligi Kobiet pod nazwami JAS-FBG Zagłębie Sosnowiec, CTL Zagłębie Sosnowiec, a od sezonu 2022/2023 MB Zagłębie Sosnowiec.

## Rozgrywki
Historia żeńskiej koszykówki w Sosnowcu rozpoczęła się ponad 20 lat temu od pracy z dziećmi i młodzieżą. Sukcesy na tym poziomie rozgrywek - Mistrzostwa Śląska, Mistrzostwa i Wicemistrzostwa Polski skłoniły  władze klubu do zgłoszenia drużyny do rozgrywek seniorskich. Historycznym sezonem dla klubu okazały się rozgrywki ligowe 2014/2015. Wówczas zespół grający pod szyldem JAS-FBG Sosnowiec (wcześniej klub funkcjonował pod nazwą Filar Sosnowiec) awansował do najwyższej klasy rozgrywkowej w Polsce, w której występował w latach 2015–2018. Pierwszy, historyczny sezon 2015/2016 sosnowiczanki ukończyły na 8 miejscu po sezonie zasadniczym i awansowały do fazy play-off. Po sezonie rozgrywym 2017/2018 zespół wycofał się z gry w najwyższej klasie rozgrywkowej, skupiając na grze w I lidze, do której awans wywalczył ówczesny zespół rezerw. Po występach w sezonach ligowych 2019/2020 i 2020/2021 zespół wrócił do ekstraklasy, najpierw jako CTL Zagłębie Sosnowiec, a następnie MB Zagłębie Sosnowiec. W sezonie 2022/2023 drużyna prowadzona przez Jordiego Aragonesa zanotowała największy sukces w historii klubu, zajmując na koniec rozgrywek 4 miejsce w ekstralidze, które dawało możliwość gry w rozgrywkach EuroCup. Po sezonie zasadniczym 2023/2024 Zagłębie było na piątym miejscu w tabeli i tym samym przystąpiło do fazy play-off z najwyższej pozycji w historii klubu, w której uległo ekipie Ślęzy Wrocław, ale 5 lokata po fazie zasadniczej sprawiła, że drużyna ponownie zakwalifikował się do fazy grupowej rozgrywek EuroCup. Pierwszy, historyczny start w europejskich pucharach w minionym sezonie zakończył się wyjściem z grupy. W pierwszym meczu 1/16 finału koszykarki Zagłębia odpadły po rywalizacji z tureckim Galatasaray Stambuł.

## Władze
W sezonie rozgrywkowym 2024/2025 pierwszy zespół oraz druga drużyna Zagłębie Sosnowiec II, która  występuje w I lidze, w grupie C, podlega nowopowstałej spółce Basket Women sp. z o.o., której prezesem jest Arkadiusz Baliński. Marek Lesiak, który był dotychczasowym prezesem klubu funkcjonującego jako stowarzyszenie, prowadzi w dotychczasowej formie prawnej grupy rozgrywek młodzieżowych.
Sponsorami strategicznymi klubu są Miasto Sosnowiec, Maczki-Bór S.A. i CTL Haldex S.A..